# Pratiharadynastie
De Pratiharadynastie, Pratihara's of Gurjara-Pratihara's (Sanskriet: गुर्जर प्रतिहार, Gurjara Pratihâra) waren van de 6e tot 11e eeuw een dynastie van heersers over het noorden van India. Ze vormden de laatste grote niet-islamitische dynastie in dit gebied. Tijdens hun bloeiperiode in de 8e en 9e eeuw was hun hoofdstad Kannauj en heersten ze over een gebied van Bihar in het oosten tot Gujarat in het westen en van de Narmada in het zuiden tot de Himalaya in het noorden.
Vermoedelijk waren de Pratihara's Gurjars, daarom wordt soms het voorvoegsel Gurjara aan de naam van de dynastie toegevoegd.

## Geschiedenis
Het woord pratihara betekent zoiets als deurwachter en staat voor een functie gelijk aan een secondant of vizier. Mogelijk komt de naam van het feit dat de Pratihara's beweerden van het mythische personage Lakshmana uit het epos Ramayana af te stammen. Lakshmana was de jongere broer en helper van de hoofdpersoon Rama. Een andere mogelijkheid is dat ze als deurwachters van India tegen invasies uit het noordwesten beschouwd werden.
De oudst bekende naam van een Pratiharaheerser is de brahmaan Harichandra, die rond 550 over de stad Bhinmal heerste, na het ineenstorten van het Guptarijk. De eerste Pratihara die zijn macht over een groter gebied uitbreidde was Nagabhata I (ongeveer 730–756). Nagabatha I regeerde vanuit Avanti de Malwa tot aan de stad Gwalior en de belangrijke havenstad Bharuch. Hij leidde in 738 een coalitie van Rajputs die de opmars van de Arabieren uit Sindh tot staan bracht.
Onder Vatsraja (ongeveer 775–805) probeerden de Pratihara's voor het eerst de stad Kannauj te veroveren. Dit bracht ze in conflict met twee andere machtige dynastieën van dat moment: in het zuiden de Rashtrakuta's uit de Deccan en in het oosten de Pala's uit Bengalen. Vatsraja werd teruggedreven, eerst door de Palaheerser Dharmapala en later door de Rashtrakuta Dhruva, die Malwa op de Pratihara's veroverde. Vatsraja's opvolger, Nagabatha II (ongeveer 805-833), moest aanvankelijk het onderspit delven tegen de Rashtrakutaheerser Govinda III, maar wist later Malwa terug te winnen, Kannauj te veroveren en de Pala's terug te drijven tot in het tegenwoordige Bihar. Ook boekte hij militaire successen tegen de islamitische heersers in de Sindh. Hij herbouwde de Shivatempel in Somnath (Gujarat), die door de Arabieren geplunderd was.

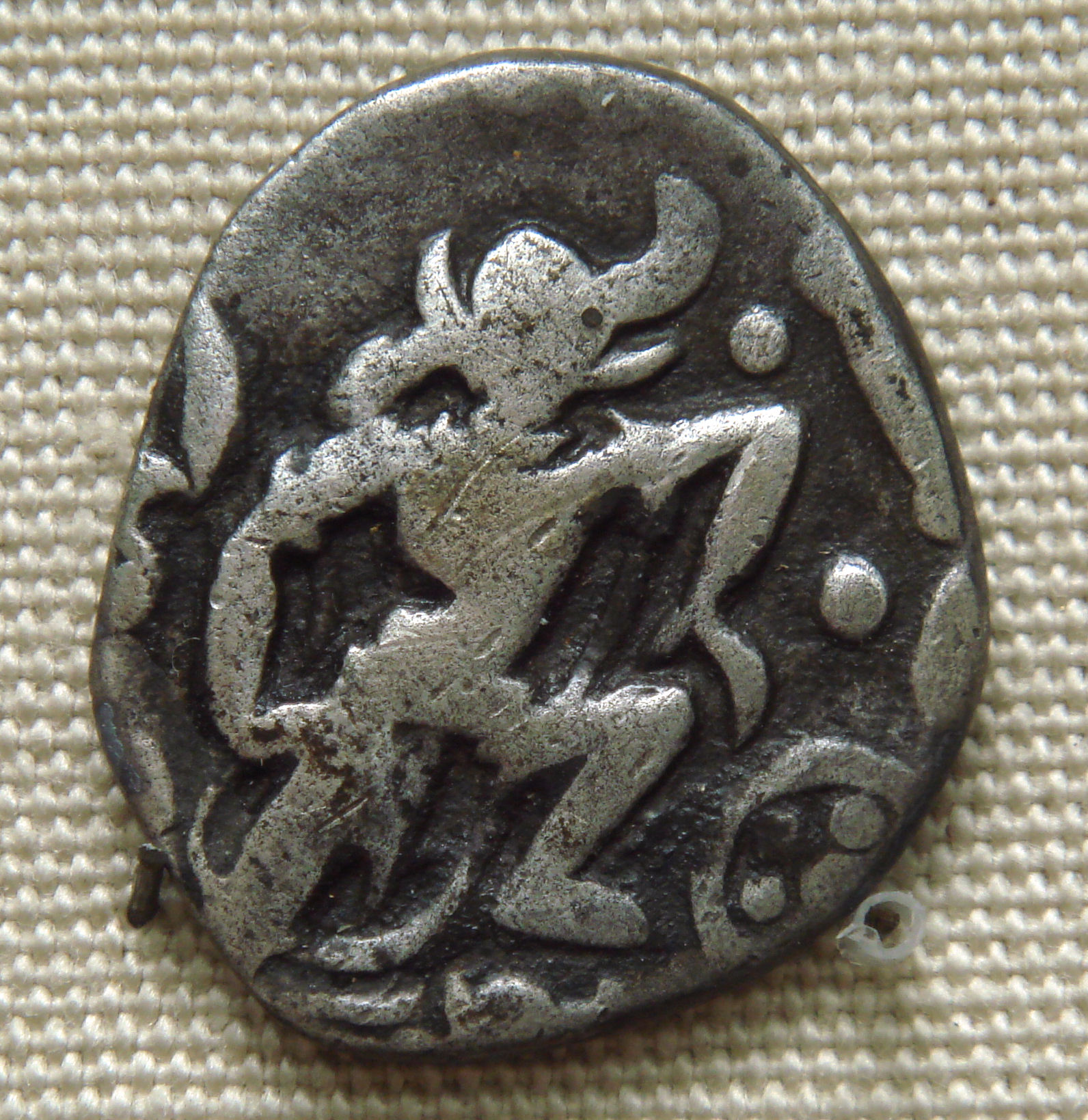
Zilveren munt van de Pratihara's (tussen 850-900), met afbeelding van de god Vishnu in zijn incarnatie van Varaha, man-everzwijn

In de periode tussen ongeveer 835 en 910 was het Pratihararijk op het toppunt van zijn macht. Bhoja I (836-886) was een belangrijk patroon van de kunst en literatuur. Hij werd door de Perzische ontdekkingsreiziger Ahmad ibn Rustah beschreven als een machtig en rechtvaardig heerser. In militair opzicht leed hij aanvankelijk gebiedsverlies tegen Palaheerser Devapala, maar later werd dit omgekeerd. Onder zijn zoon Mahendrapala I (rond 890-910) werden de Pala's tot in Bengalen en Assam teruggedreven.
Na de dood van Mahendrapala I volgde een interne machtsstrijd, wat het rijk aanzienlijk verzwakte. Enkele vazallen, waaronder de Chandela's van Bundelkhand, verklaarden zich onafhankelijk. In 916 wist de Rashtrakutaheerser Indra III kortstondig Kannauj te veroveren. De Pratihara's wisten zich enigszins te herstellen, maar vanwege de continue noodzaak oorlog op verschillende fronten te voeren (de Rashtrakuta's in het zuiden, de Pala's in het oosten, Turkse invallers in het westen en Kashmir in het noorden) zou hun macht in het tweede deel van de 10e eeuw geleidelijk steeds verder afnemen. Rond 950 veroverden de Chandela's de belangrijke stad Gwalior en aan het einde van de 10e eeuw was de macht van de Pratihara's geslonken tot de onmiddellijke omgeving van Kannauj. In 1018 werd Kannauj echter geplunderd door de Turkse veldheer Mahmud van Ghazni, waarbij de Pratiharakoning Rajapala moest vluchten. Rajapala werd vermoord door de Chandela's, die zijn zoon Trilochanpala als marionet aanstelden in Kannauj. De laatste Pratiharaheerser, Jasapala, stierf in 1036.

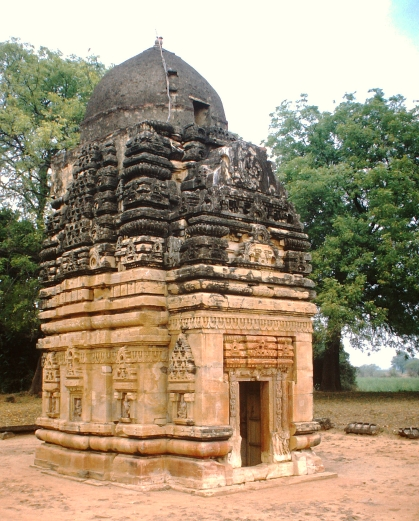
Hindoetempel uit de vroege Pratiharaperiode, Amrol. De koepel is een 19e-eeuwse latere toevoeging

## Kunst
In de bloeiperiode tussen ongeveer 725 en 950 waren de Pratihara's belangrijke patronen van hindoeïstische kunst, met name tempelbouw, beeldhouwkunst en literatuur. Tempels uit de Pratiharaperiode liggen verspreid over heel Centraal-India. Belangrijke voorbeelden zijn te vinden in de omgeving van Kannauj, Gwalior, Vidisha en Lalitpur.
Typisch voor Pratiharatempels is een positie op een verhoogd platform, een uitwendig portaal, de afwezigheid van vensters (jali's) en torenachtige opbouwen. De zijkanten en opbouwen zijn gedecoreerd met uitbundige stela. Voorbeelden van zulke beeldhouwkunst komen uit Agroha, Kannauj, Osian, Abhaneri en Kotah. Naast hindoeïstische tempels bouwden de Pratihara's ook enkele jainistische tempels.